# 神圣罗马帝国解体
神圣罗马帝国解体（英語：Dissolution of the Holy Roman Empire），指的是一個發生在1806年8月6日，最後一位神圣罗马皇帝哈布斯堡-洛林家族的弗朗茨二世公開宣佈放弃其皇帝头衔，允許帝國內的全部德意志邦國獨立，並讓帝國臣民、官員、貴族的义务、责任、爵位和誓言即刻作廢的歷史事件。
自歐洲中世纪以来，神圣罗马帝国因其皇帝被教宗册封为“羅馬人的國王”而被西欧人认定为古罗马帝国的合法延续以及西方基督教界的世俗領袖。通过这一罗马的遗产，神圣罗马帝国皇帝声称自己是普世君主，其管辖范围超出其帝国的正式边界，延伸至整个基督教欧洲及其他地区。神圣罗马帝国的衰落是一个持续几个世纪的漫长过程。首先始於三十年戰爭對德意志地區經濟和人口的摧殘，這場戰爭同時使得哈布斯堡家族的實力大大受損，帝國南北被嚴重割裂為相互敵視的天主教和新教兩派。隨後是16和17世纪第一个现代主权领土国家的形成，這带来了管辖权对应于实际管辖领土的观念，威胁到神圣罗马帝国的普世性。
18世纪时的神圣罗马帝国被帝国内外的同时代人广泛认为是高度“不规则”和“病态”的君主制，具有“不寻常”的政府形式。帝国既没有中央常备军也没有中央国库，其君主是选举而非世袭的，无法行使有效的中央集權，隨著時間的發展變得越發格格不入。即使在那时，大多数同时代人都相信帝国可以复兴和现代化。在18世紀末卷入法国大革命战争和拿破仑战争之后，神圣罗马帝国终于开始了真正的衰落。
尽管帝国最初防御得很好，但与法国和拿破仑的战争证明是灾难性的。1804年拿破仑宣布自己为法国人的皇帝，神圣罗马皇帝弗朗茨二世对此做出回应，宣布自己为奥地利皇帝弗朗茨一世，以此试图维持法国和奥地利之间的平等，同时也说明了神圣罗马帝国的头衔比他们都高。1805年12月奥地利在灾难性的奥斯特里茨战役中战败，第三次反法同盟以失敗告終。1806年7月，弗朗茨二世的德意志附庸大量脱离，组成法国的卫星国莱茵邦联，这意味着事實上神圣罗马帝国的终结。1806年8月的退位，加上整个帝国等级制度及其机构的解散，被认为是防止拿破仑宣布自己为神圣罗马帝国皇帝的可能性所必需的，这使得弗朗茨二世最終沦为了拿破仑的附庸。
同時代的人对帝国解体的反应从冷漠到绝望不等。哈布斯堡君主国首都维也纳的民众对帝国的终结感到震惊。许多弗朗茨二世的前臣民质疑他的行为是否合法；尽管他的退位被认为是完全合法的，但帝国的解体和所有附屬國的離去被视为超出了皇帝的权力。因此，许多帝国的亲王和臣民拒绝接受帝国已经消失的事实，一些平民甚至认为帝国解体的消息是地方当局的阴谋。在德意志地區，这场解体被广泛比作古代的特洛伊城陷落，一些人将他们认为是罗马帝国的终结，並与世界末日和天启联系起来。